# Todo es prestao
Todo es prestao es una telenovela colombiana producida por Dramax Producciones para RCN Televisión en 2016. Esta bajo la dirección de Jorge Alí Triana y Carlos Mario Urrea, está basada en la vida del cantante de música popular Galy Galiano.
Esta protagonizada por Brian Moreno y Carolina López, con las actuaciones antagónicas de Laura de León y Ulises González. Cuenta también con la participación de Xilena Aycardi, Beatriz Trespalacios, Abel Rodríguez, Aco Pérez, Jefferson Quiñones, Kriss Cifuentes y Manuel Prieto. 
La telenovela está compuesta por 100 capítulos y grabada con los más altos estándares de calidad, con técnicas de cine y cámaras de última tecnología. Fue escrita por Verónica Triana, Pedro Miguel Rozo y Erik Leyton.
Esta novela reivindica el horario de las 8:00 p. m. como horario para una novela, puesto que ya hace algún tiempo solo se presentaban realitys. Fue estrenada el 30 de agosto de 2016 en reemplazo de «Grandes Chicos».

## Trama
La historia se centrará en las peripecias de la vida del cantante Galy Galiano, un joven que nunca creería ser un cantante famoso, pues lo único que busca es que la muchacha de la que está enamorado lo tome en cuenta, ella es Lorena cerrani (Laura De León) que durante 5 años ha estado ausente, pero su mejor amiga Yamile Cantillo (Beatriz Trespalacios) en esos años le ha estado escribiendo cartas de amor que supuestamente eran de parte de Lorena, todo se pone patas arriba cuando Lorena regresa a Chiriguaná.

## Producción
La serie fue grabada en Ciénaga, Magdalena y Sitionuevo.

## Elenco
- Brian Moreno: Carmelo «Melo» Galiano Cotez / Galy Galiano
- Xilena Aycardi: Sonia Cotez
- Laura de León: Lorena Serrani
- Beatriz Trespalacios: Yamile Cantillo «La Caresapo»
- Carlos Barbosa Romero: Celedonio
- Carolina López: Carmencita
- Aco Pérez: Manuel Sacarías Godínez Ibarnes «Chácara»
- Kriss Cifuentes: Adán
- Manuel Prieto: Felipe Poveda
- Aglaé Caraballo: Eufemia
- Vera Mercado: «Koraima»
- Marcela Gallego: Hilda Serrani
- Ulises González: Américo Serrani
- Santiago Reyes: Arturo Upegui
- Wilson Saoko: Él mismo
- Jefferson Quiñones: Ronny «Cumbanchero»
- Abel Rodríguez: Orlando Galiano «Caprichito»
- Carlos Fernández: Francis Cortés
- Jairo Camargo: Padre Alfonso Cotez
- Luis Eduardo Arango: Néstor Poveda
- Margalida Castro: Flor Arcila
- Priscilla Mendoza: La mexicana
- Santiago Moure: Julio Arcila
- Jorge Barón: Él mismo
- Cindy Díaz: Luna
- Lucy Martínez: Pacha
- Isabella Sierra
- Alberto León Jaramillo Eliecer